# بيت بيريل
بيت بيريل (بالإنجليزية: Pete Birrell)‏ هو عازف قيثارة وموسيقي بريطاني، ولد في 9 مايو 1941 في مانشستر في المملكة المتحدة.

## وصلات خارجية
- بيت بيريل على موقع IMDb (الإنجليزية)
- بيت بيريل على موقع ميوزك برينز (الإنجليزية)
- بيت بيريل على موقع أول ميوزيك (الإنجليزية)
- بيت بيريل على موقع ديسكوغز (الإنجليزية)
- بيت بيريل على موقع قاعدة بيانات الفيلم (الإنجليزية)